# Акбулацький сільський округ (Осакаровський район)
Акбула́цький сільський округ (каз. Ақбұлақ ауылдық округі, рос. Акбулакский сельский округ) — адміністративна одиниця у складі Осакаровського району Карагандинської області Казахстану. Адміністративний центр — село Акбулак.
Населення — 1202 особи (2021; 1253 у 2009, 1391 у 1999, 1458 у 1989).
Станом на 1989 рік існувала Пролетарська сільська рада (села Майбулак, Пролетарське, Роднички) ліквідованого Молодіжного району. 2007 року було ліквідовано село Майбулак.

## Склад
До складу округу входять такі населені пункти:
| Населений пункт | Населення, осіб (1989) | Населення, осіб (1999) | Населення, осіб (2009) | Населення, осіб (2021) |
| --------------- | ---------------------- | ---------------------- | ---------------------- | ---------------------- |
| Акбулак, село   | 1133                   | 1239                   | 1203                   | 1183                   |
| Майбулак, село  | 195                    | 41                     | -                      | -                      |
| Роднички, село  | 130                    | 111                    | 50                     | 19                     |